# Karl Kupfer (Fußballspieler, Juli 1921)
Karl Kupfer, gerufen „Molli“ (* 12. Juli 1921) ist ein ehemaliger deutscher Fußballspieler. Nach dem Zweiten Weltkrieg absolvierte der Allroundspieler beim FC Schweinfurt 05 von 1945 bis 1957 in der damals erstklassigen Fußball-Oberliga Süd 293 Ligaspiele, in denen er 47 Tore erzielte.

## Laufbahn
Während des Zweiten Weltkriegs gehörte „Molli“ Kupfer wie sein Schweinfurter Vereinskollege Rolf Baier der Soldatenelf „Burgstern Noris“ an, in der unter anderem auch die Brüder Uebelein vom 1. FC Nürnberg, Hans „Abel“ und Julius „Uttla“ zum wesentlichen Bestandteil gehörten.
Karl „Molli“ Kupfer war einer von vier Oberliga-Spielern namens Kupfer und sprang beim FC Schweinfurt ein, wo er gebraucht wurde: Als quirliger Stürmer, als Läufer und Verteidiger, sogar als Torwart. Er war bekannt dafür, sich mit Gegenspielern, Schiedsrichtern und Zuschauern anzulegen, immer aber auch für ein Späßchen auf dem Spielfeld und entscheidende Treffer gut.
Nach dem Ende des Zweiten Weltkriegs wurde in Süddeutschland bereits am 4. November 1945 mit dem ersten Spieltag die Fußball-Oberliga Süd gestartet. Am 14. Oktober hatten die Schweinfurter schon zu einem Freundschaftsspiel beim 1. FC Bamberg gastiert. Nach 30 Spieltagen belegten die Mannen um Paul Gorski, Albin Kitzinger, Andreas Kupfer, Robert Bernard, Fritz Käser und Jakob Lotz mit 33:27 Punkten den siebten Rang in der Debütrunde 1945/46. Als Nürnberg 1946/47 in der aus 20 Vereinen bestehenden „Mammut-Liga“ mit 13 Punkten Vorsprung und dem Torverhältnis von 108:31 überlegen vor dem SV Waldhof die Südmeisterschaft holen konnte, belegte Schweinfurt den neunten Rang. Am 35. Spieltag hatten die „Schnüdel“ am 15. Juni 1947 vor 14.000 Zuschauern dem Meister mit einem 2:2-Remis einen Punkt abgenommen. In dieser Phase waren mit „Ander“, „Molli“ und Karl Kupfer (5 Monate älter als „Molli“), gleich drei Spieler mit Namen Kupfer bei den Nullfünfern im Einsatz, was in der Berichterstattung jener Tage oft zu Fehlern führte. Brüder, wie vielfach geschrieben, sind sie nicht gewesen: Nur „Ander“ und „Molli“ waren verwandt. Mit dem später auch für Fürth und Darmstadt aktiven Mittelläufer Karl Kupfer bestanden nur entfernte familiäre Bindungen. Beispielhaft eröffnete Schweinfurt die Saison 1947/48 am ersten Spieltag, den 7. September 1947, bei einer 2:4-Auswärtsniederlage bei München 1860 mit dreimal Kupfer in der Läuferreihe. Als Vierter gesellte sich später noch der Sohn von „Ander“, Rolf Kupfer, ab der Saison 1960/61 hinzu, als das Trio aus den Anfangsjahren der Oberliga Süd aber bereits die Laufbahn beendet hatte.
Durchwegs gestützt auf eine zuverlässige Abwehr stellten die Nullfünfer vor allem daheim eine Macht dar, die Luft auf fremden Plätzen bekam den Grün-Schwarzen nicht besonders. Die beste Platzierung erreichten „Molli“ Kupfer und seine Mannschaftskameraden in der Saison 1954/55 mit dem 3. Rang. Punktgleich mit Vizemeister SSV Reutlingen, beide wiesen 37:23 Punkte auf, beendete Schweinfurt die Runde und schrammte nur unglücklich am Einzug in die Endrunde um die deutsche Fußballmeisterschaft vorbei. Eine herausragende Bilanz in den letzten neun Spielen mit 16:2 Punkten hatte die Unterfranken noch nach ganz vorne in der Tabelle geführt. Neben den weiteren Leistungsträgern wie Karl Kupfer, Walter Lang, Ludwig Merz und Erwin Aumeier hatte „Molli“ Kupfer mit 29 Einsätzen auch zum engen Kreis der Stammbesetzung gehört.
Nach der Saison 1956/57, der Allrounder war nochmals in elf Oberligaspielen aufgelaufen, beendete „Molli“ Kupfer nach insgesamt 293 Oberligaeinsätzen mit 47 Toren seine höherklassige Laufbahn.